# باول بلوم
باول بلوم (بالإنجليزية: Paul Bloom)‏ هو محامي أمريكي، ولد في 14 مايو 1939، وتوفي في 10 أكتوبر 2009 بسبب سرطان البنكرياس.